# Професійно-технічна освіта
Професі́йно-техні́чна осві́та — складова системи освіти України, що є комплексом педагогічних і організаційно-управлінських заходів, спрямованих на забезпечення оволодіння громадянами знаннями, уміннями і навичками в обраній ними галузі професійної діяльності, розвиток компетентності та професіоналізму, виховання загальної і професійної культури. Здобувається у професійно-технічних навчальних закладах.
Професійно-технічна освіта забезпечує здобуття громадянами професії відповідно до їх покликань, інтересів, здібностей, а також допрофесійну підготовку, перепідготовку, підвищення їх кваліфікації.
Система професійно-технічної освіти складається з професійно-технічних навчальних закладів незалежно від форм власності та підпорядкування, що проводять діяльність у галузі професійно-технічної освіти, навчально-методичних, науково-методичних, наукових, навчально-виробничих, навчально-комерційних, видавничо-поліграфічних, культурно-освітніх, фізкультурно-оздоровчих, обчислювальних і інших підприємств, установ, організацій та органів управління ними, що здійснюють або забезпечують підготовку кваліфікованих робітників.
Професійно-технічна освіта здійснюється у професійно-технічних навчальних закладах за денною, вечірньою (змінною), очно-заочною, дистанційною, екстернатною формами навчання, з відривом і без відриву від виробництва та за індивідуальними навчальними планами.
Випускнику професійно-технічного навчального закладу, який успішно пройшов кваліфікаційну атестацію, присвоюється освітньо-кваліфікаційний рівень «кваліфікований робітник» з набутої професії відповідного розряду (категорії). Випускнику, який закінчив відповідний курс навчання в акредитованому вищому професійному училищі, центрі професійно-технічної освіти певного рівня акредитації, може присвоюватись освітньо-кваліфікаційний рівень «молодший спеціаліст».

## Статистика
Підготовку робітничих кадрів здійснювали у 2016 році 817 державних професійно-технічних навчальних закладів, підпорядкованих Міністерству освіти і науки України, з них: 372 — професійні ліцеї; 166 — вищі професійні училища; 95 — професійно-технічні училища; 67 — центри професійно-технічної освіти; 65 — навчальні центри при кримінально-виконавчих установах закритого типу; 3 — професійні коледжі; 49 — професійно-технічні училища, що є структурними підрозділами вищих навчальних закладів, та навчальні заклади інших типів, що надають професійно-технічну освіту.
Станом на 1 січня 2016 року в професійно-технічних навчальних закладах, підпорядкованих Міністерству освіти і науки України, навчалося 303,1 тисячі осіб, з них на базі базової загальної середньої освіти — 195,8 тисячі осіб, на базі повної загальної середньої освіти — 90,9 тисячі осіб, на базі незавершеної базової загальної середньої освіти — 2,4 тисячі осіб, а також слухачів — 14 тисяч осіб.

## Ступеневість
Професійно-технічна освіта має три ступені. Відповідно до ступенів професійно-технічної освіти встановлюється три атестаційні рівні професійно-технічних навчальних закладів.

### І ступень (рівень) атестації
На першому ступені професійно-технічної освіти забезпечується формування відповідного рівня кваліфікації з технологічно нескладних, простих за своїми виробничими діями і операціями професій, що дає змогу робітнику вільно працювати з раніше вивченими предметами, об'єктами, виконувати конкретні дії, виробничі операції та роботи під контролем робітника з більшим досвідом і вищим рівнем кваліфікації. Навчання здійснюється шляхом прискореного формування необхідних умінь і навичок у учнів, слухачів професійно-технічних навчальних закладів першого атестаційного рівня та шляхом індивідуального чи групового навчання на виробництві, у сфері послуг.
До професійно-технічних навчальних закладів першого атестаційного рівня належать:
- навчальні курси певного професійного спрямування;
- професійні школи;
- навчально-курсові комбінати;
- автомобільні навчальні комбінати;
- інші прирівняні до них навчальні заклади.

Навчання на першому ступені не вимагає від учнів, слухачів базової чи повної загальної середньої освіти. Нормативний термін навчання не повинен перевищувати 1 року.
Навчання на першому ступені завершується кваліфікаційною атестацією. Особам, які успішно пройшли кваліфікаційну атестацію, присвоюється кваліфікація «кваліфікований робітник» з набутої професії відповідного розряду (категорії) та видається свідоцтво.

### ІІ ступень атестації
На другому ступені професійно-технічної освіти забезпечується формування відповідного рівня кваліфікації з масових робітничих професій середньої технологічної складності у різних галузях економіки, що дає змогу робітнику самостійно виконувати по пам'яті чи з допомогою технологічних карт, інструкцій, креслень або іншої документації типові дії, виробничі операції, роботи за встановленими нормами часу і забезпечувати
необхідну якість. Навчання здійснюється у професійно-технічних навчальних закладах другого атестаційного рівня і вимагає, як правило, від учнів, слухачів базової загальної середньої освіти.
До професійно-технічних навчальних закладів другого атестаційного рівня належать:
- професійно-технічні училища відповідного профілю;
- професійно-художні училища;
- художні професійно-технічні училища;
- училища-агрофірми;
- училища-заводи;
- навчально-виробничі центри;
- навчальні центри;
- інші прирівняні до них навчальні заклади.

Учні, слухачі можуть одночасно з отриманням професії здобувати у професійно-технічному або в іншому навчальному закладі повну загальну середню освіту. Нормативний термін навчання не повинен перевищувати:
- для осіб, які мають повну загальну середню освіту, — 1,5 року;
- для осіб, які мають базову загальну середню освіту і здобувають повну загальну середню освіту, — 4 роки;
- для осіб, які мають базову загальну середню освіту або, як виняток, не мають її і поки не здобувають повну загальну середню освіту, — 2 роки.

Навчання на другому ступені завершується кваліфікаційною атестацією. Особам, які успішно пройшли кваліфікаційну атестацію, присвоюється кваліфікація «кваліфікований робітник» з набутої
професії відповідного розряду (категорії) та видається диплом.

### ІІІ ступень атестації
На третьому ступені професійно-технічної освіти забезпечується формування високого рівня кваліфікації з технологічно складних, наукоємних професій та спеціальностей у різних галузях економіки, що дає змогу робітнику чи службовцю на основі отриманих знань та вивчених раніше типових дій самостійно виконувати складні виробничі операції, продуктивні дії, створювати алгоритми діяльності у нетипових ситуаціях.
Навчання здійснюється у професійно-технічних навчальних закладах третього атестаційного рівня і вимагає від учнів, слухачів повної загальної середньої освіти.
До професійно-технічних навчальних закладів третього атестаційного рівня належать:
- вищі професійні училища;
- вищі художні професійно-технічні училища;
- вищі училища-агрофірми;
- центри професійно-технічної освіти;
- центри підготовки і перепідготовки робітничих кадрів;
- інші прирівняні до них навчальні заклади.

Нормативний термін навчання повинен перевищувати 2 років. Навчання завершується кваліфікаційною атестацією. Особам, які успішно пройшли кваліфікаційну атестацію, присвоюється кваліфікація «кваліфікований робітник» з набутої професії відповідного розряду (категорії) та, за умови закінчення відповідного курсу навчання в акредитованому професійно-технічному навчальному закладі, — кваліфікація молодшого спеціаліста і видаються дипломи.

## Післядипломна освіта
Післядипломна освіта кваліфікованих робітників здійснюється у професійно-технічних навчальних закладах усіх атестаційних рівнів за відповідними навчальними планами та навчальними програмами і включає різні форми підвищення кваліфікації та перепідготовку робітників і службовців. Нормативний термін навчання визначається навчальними планами та навчальними програмами, але не повинен перевищувати 1 року. Навчання в закладах системи післядипломної освіти завершується кваліфікаційною атестацією. Особи, які успішно пройшли кваліфікаційну атестацію, отримують документ встановленого зразка.

## Заклади
- Професійно-технічні училища України